# Brama Wolbromska
Brama Wolbromska (341.315) – mikroregion fizycznogeograficzny, będący częścią Wyżyny Częstochowskiej. Wydzielenie takiego mikroregionu zaproponował Zdzisław Czeppe w 1972 roku. Brama Wolbromska oddziela Wyżynę Częstochowską od znajdującej się po południowej stronie Wyżyny Olkuskiej.
Jest to przebiegające równoleżnikowo tektoniczne obniżenie terenu, które wykorzystane zostało przez spływającą na zachód rzekę Białą Przemszę. Wypływa ona w torfowiskach pod Wolbromiem. W najwęższym miejscu tego obniżenia, na zbudowanym z wapieni cyplu o wysokości 380 m n.p.m. znajduje się miasto Wolbrom.
Brama Wolbromska znajduje się na granicy województwa śląskiego i małopolskiego.